# Jón Helgason (Bischof)

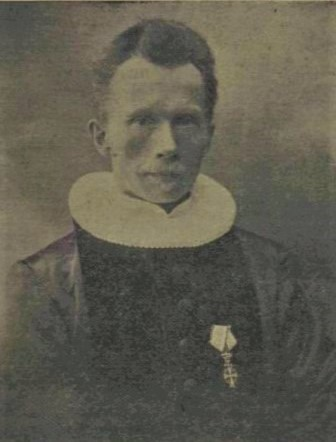
Jón Helgason 1917

Jón Helgason (* 21. Juni 1866 in Álftanes; † 19. März 1942) war ein isländischer Theologe und Geistlicher, der von 1917 bis 1939 als achter Bischof von Island amtierte.

## Leben
Jón Helgason wurde am 21. Juni 1866 in Álftanes als Sohn des Pfarrers Helgi Hálfdanarson, des späteren Rektors des Prestaskólinn (Isländisches Priesterseminar), und seiner Frau Þórhildur Tómasdóttir geboren. Er stammte aus einer bekannten Familie, zu der auch sein Großvater Tómas Sæmundsson gehörte, der Professor in Breiðabólstaður war. Jón studierte zwischen 1880 und 1886 an der Schule in Reykjavik, schloss dann sein Studium ab und fuhr noch im selben Sommer nach Kopenhagen, wo er verschiedene Universitätsabschlüsse erwarb, darunter 1892 den der Theologie. Zwischen 1892 und 1893 unterrichtete er in Reykjavík, arbeitete 1893 an einer Kirche in Dänemark, absolvierte 1894 zwei weitere Abschlüsse an der Schule in Höfn und reiste dann mit einem Stipendium der dänischen Regierung durch Deutschland. Dort lernte er die deutsche Bibelforschung und die Veröffentlichungen liberaler Theologen kennen.
Im Jahr 1908 wurde er zum Direktor des Prestaskólinn ernannt. Von 1911 bis 1916 war er Professor für Theologie an der Universität von Island, mehrere Jahre lang Dekan der Theologischen Fakultät und von 1914 bis 1915 auch Rektor der Universität. Er wurde 1916 zum Bischof von Island ernannt und 1917 ordiniert. Er erhielt im selben Jahr die Ehrendoktorwürde in Theologie von der Universität Kopenhagen und 1936 von der Universität von Island. Als Bischof widmete er sich in seiner Freizeit dem Schreiben über kirchengeschichtliche Themen.
Er trat am 1. Januar 1939 in den Ruhestand. Zum Nachfolger wurde der Propst Sigurgeir Sigurðsson gewählt.
Jón Helgason heiratete am 17. Juli 1894 Martha Maria Licht (1866–1945) aus Hundborg, Dänemark. Sie waren die Eltern von mindestens 2 Söhnen und 3 Töchtern.

## Werke
- Uppruni Nýja testamentisins, 1904
- Almenn kristnisaga I–IV, 1912–30
- Grundvöllurinn er Kristur, 1915
- Þegar Reykjavík var 14 vetra, 1916
- Hirðisbréf, 1917
- Islands Kirke I–II, Kh. 1922–25
- Kristnisaga Íslands I–II, 1925–27
- Íslendingar í Danmörku, 1931
- Kristur vort líf, predikanir, 1932
- Meistari Hálfdan, 1935
- Hannes Finnsson biskup, 1936
- Jón Halldórsson í Hítardal, 1939
- Tómas Sæmundsson, 1941
- Þeir sem settu svip á bæinn, 1941
- Árbækur Reykjavíkur 1786–1936, 1941

## Referenzen
1. 1 2  Eirik Albertsson: Dr. theol. Jón biskup Helgason. In: Andvari - 1. Tölublað (01.01.1944). Abgerufen am 27. Dezember 2024 (isländisch).
2. ↑  „Jón Helgason biskup“, gardur. Abgerufen am 18. Juli 2019. (isländisch)

| Vorgänger           | Amt                          | Nachfolger           |
| ------------------- | ---------------------------- | -------------------- |
| Þórhallur Bjarnason | Bischof von Island 1917–1939 | Sigurgeir Sigurðsson |

| Personendaten    | Personendaten        |
| ---------------- | -------------------- |
| NAME             | Jón Helgason         |
| KURZBESCHREIBUNG | isländischer Bischof |
| GEBURTSDATUM     | 21. Juni 1866        |
| GEBURTSORT       | Álftanes             |
| STERBEDATUM      | 19. März 1942        |
| STERBEORT        | Reykjavík            |